# Nick Dempsey
Nicholas Charles (Nick) Dempsey (Norwich, 13 augustus 1980) is een Britse windsurfer. Hij won brons op de Olympische Spelen van 2004, en zilver op de Spelen van 2012.
Dempsey behaalde zijn eerste grote overwinning in 2006, toen hij het Europees kampioenschap RS:X won.
In 2007 won Dempsey brons op het wereldkampioenschap windsurfen op de RS:X-zeilplank. Twee jaar later pakte hij de overwinning, iets wat hij in 2013 herhaalde. In 2012 eindigde hij als tweede achter Julien Bontemps. In 2015 werd Dempsey voor de derde maal wereldkampioen.
Dempsey heeft vijfmaal deelgenomen aan de Olympische Spelen. Zijn debuut was op de Spelen van 2000 in Sydney. Hij eindigde als zestiende in de Mistral-klasse. Op de Spelen van 2004 in Athene pakte hij het brons.  In 2008 in Peking was een vierde plaats het resultaat. Vier jaar later won hij het zilver op de Spelen van 2012 in Londen achter de Nederlander Dorian van Rijsselberghe. Tijdens Dempsey zijn vijfde olympische optreden moest hij wederom genoegen nemen met zilver achter Van Rijsselberghe in Rio de Janeiro. 
Dempsey is in 2008 getrouwd met de Britse zeilster en tweevoudig Olympisch kampioen Sarah Ayton. In 2012 eindigde hun huwelijk in een scheiding.

## Erelijst
- 2000 - OS, 16e
- 2004 - OS,
- 2006 - EK,
- 2007 - WK,
- 2008 - OS, 4e
- 2009 - WK,
- 2012 - WK,
- 2012 - OS,
- 2013 - WK,
- 2015 - WK,
- 2016 - OS,